# 우리 회사의 작은 선배 이야기
《우리 회사의 작은 선배의 이야기》(일본어: うちの会社の小さい先輩の話 우치노 가이샤노 지사이 센파이노 하나시[*])는 사이소우에 의해 만들어진 일본의 만화 작품이다.
원래 작가 사이소우가 트위터에서 연재한 만화다. 2019년 겨울 코믹마켓에서 동인지 형식으로 서적화되었다. 상업지 연재 개시 후에도 전자서적으로서 판매되고 있다.
동인지가 화제가 되어 타케쇼보의 웹 코믹 사이트 《스토리아 대시》에서 2020년 4월 7일부터 연재 중이다. '다음에 올 만화대상 2020'에서는 웹코믹 부문에서 11위로 선정되었다. 2023년 7월 시점에서 단행본의 누계 발행 부수는 70만 부를 돌파했다.

## 줄거리
평범한 후배 시노자키 타쿠마와 귀여운 선배 카타세 시오리가 만들어내는 오피스 러브 코미디다. 기본적으로 소위 '양편 생각'의 형태로 이야기가 진행되어 간다.

## 등장인물
시노자키 타쿠마(篠崎 拓馬)
성우 - 신 유우키
주인공.  제2개발과에 속한 신입 사원.  5월 15 일생.
카타세 시오리(片瀬 詩織里)
성우 - 타치바나 하나
히로인. 2월 11 일생. 시노자키와 같은 부서의 선배 사원. 작지만 거유. 칭찬을 잘하고 후배를 생각한다.
하야카와 치나츠(早川 千夏)
성우 - 하나모리 유미리
시노자키의 소꿉친구로 동기. 10월 9일생.
아키나 치히로(秋那 千尋)
성우 - 시마자키 노부나가
시노자키 등이 소속되어 있는 부서의 주임. 3월 21일생. 모르는 사이에 시노자키와 카타세의 가까이에 있고 이야기를 듣고 있다. 2021년의 정월편에서는 꿈속에 들어가 개입해 온다.
시노자키 유타카(篠崎 豊)
성우 - 코마츠 미카코
시노자키의 언니. 11월 2일생.

## 서지 정보
- 사이소우 《우리 회사의 작은 선배 이야기》 타케쇼보 〈뱀부 코믹스〉
  1. 2020년 10월 30일 발매[6][7], ISBN 978-4-8019-7105-9
  2. 2021년 5월 27일 발매[8], ISBN 978-4-8019-7306-0
  3. 2021년 11월 30일 발매[9], ISBN 978-4-8019-7476-0
  4. 2022년 4월 30일 발매[10], ISBN 978-4-8019-7615-3
  5. 2022년 10월 17일 발매[11][12], ISBN 978-4-8019-7867-6
  6. 2023년 4월 16일 발매[13], ISBN 978-4-8019-8009-9
  7. 2023년 9월 14일 발매[14][15], ISBN 978-4-8019-8156-0 / ISBN 978-4-8019-8167-6(특장판)

## TV 애니메이션
2023년 7월부터 10월까지 TV 아사히 계열 "NUMAnimation" 시간대 등에서 방송되었다.

### 스태프
- 원작 - 사이소우(斎創)[4]
- 감독·시리즈 구성 - 사토 미츠토시(サトウ光敏)[4]
- 각본 - 오오치 케이이치로(大知慶一郎), 아오키 야스코(青樹靖子), 스기사와 사토루(杉澤 悟)[4]
- 캐릭터 디자인 - 하시구치 하야토(橋口隼人), 오가타 히로미(緒方浩美)[4]
- 프롭 디자인 - 허혜정[16]
- 미술 감독 - 쿠즈 린(葛 琳)[16]
- 미술 설정 - 타카하시 마호(高橋麻穂)[16]
- 색채 설계 - 미야가와 하레미(宮川はれみ)[16]
- 촬영 감독 - 하라다 쇼타(原田翔太)[16]
- 편집 - 시라이시 아카네(白石あかね)[16]
- 3D 감독 - 하마무라 토시로(濱村敏郎)[16]
- 음향 감독 - 타테이시 야요이(立石弥生)[16]
- 음악 - 호리구치 스미카(堀口純香)[4]
- 음향 제작 - 비트그루브 프로모션[16]
- 음악 제작 프로듀서 - 오카다 코즈에(岡田こずえ)
- 프로듀서 - 오카다 아키히코(岡田昭彦), 요시다 히데오(吉田秀郎), 키무라 준(木村淳), 후쿠라 케이(福良啓), 엔도 카즈키(遠藤一樹), 이케다 안쥬(池田安寿), 후쿠이 노리오(福井詔雄), 요시모토 타카시(喜本孝), 오가타 미츠히로(尾形光広), 오오츠키 히로미(大槻宏美), 하야노 요시히토(早野義人)
- 프로듀스 - 카네미츠 카즈히로(兼光一博)
- 애니메이션 프로듀서 - 타카하시 토모히로(高橋朋宏)
- 애니메이션 제작 - project No.9[4]
- 제작 - 우리 회사의 작은 선배 이야기 제작위원회

### 주제가
HONEY
코바야시 토야에 의한 오프닝 테마. 작사·작곡은 코바야시 토야, 편곡은 이쿠타 마신.
sugar
유카에 의한 엔딩 테마. 작사·작곡은 유카, 편곡은 노무라 요이치로.

### 방영 목록
| 화수 | 제목                                                            | 각본              | 그림 콘티                                   | 연출                 | 작화 감독 | 총작화 감독                                                                             | 방송일         |
| ---- | --------------------------------------------------------------- | ----------------- | ------------------------------------------- | -------------------- | --- | --------------------------------------------------------------------------------------- | -------------- |
| #01  | うちの会社の先輩は小さくて可愛い 우리 회사의 선배는 작고 귀엽다 | 스기사와 사토루   | 사토 미츠토시                               | 히노 타카후미        | 모리야마 타케시 후루카와 히로유키 히노 타카후미 사오토메 케이 | 하시구치 하야토 허혜정 야마다 마사루                                                    | 2023년 7월 2일 |
| #02  | こう見えて意外とお姉さんでしょ? 보기엔 이래도 의외로 누나죠?    | 스기사와 사토루   | 후쿠이 요헤이 요시카와 코지 타케우치 히카루 | 후쿠이 요헤이        | 시미즈 카츠유키 카와모리 노보루 | 야마다 마사루 최범철                                                                    | 7월 9일        |
| #03  | 私って、こんな風に見えてるんですか? 제가 이렇게 보여요?         | 오오치 케이이치로 | 요시카와 코지 타케우치 히카루               | 나카하시 토모후미    | 모리야마 타케시 시미즈 카츠유키 Regrim | 하시구치 하야토 야마다 마사루 사오토메 케이                                             | 7월 16일       |
| #04  | 篠崎さんの事は、まだ… 시노자키 씨는… 아직…                      | 아오키 야스코     | 사이토 노리아키                             | 야노 타카노리        | 허혜정 장범철 모리데 츠요시 | 하시구치 하야토 허혜정 장범철                                                           | 7월 30일       |
| #05  | 寄り道して帰りませんか? 딴 데로 샐까요?                         | 아오키 야스코     | 시마즈 히로유키                             | 마츠모토 마사유키    | 나카가와 미노루 사토 나츠미 핫토리 미유 우에아카 유카리 紫灯珈 야다 타츠야 키다 시오리 스즈키 리노 타카하시 마나 니시하라 치아키 藤彩七 하타 아이코 懸田扇子 遠藤里蘭 모리이즈미 아야코 에지마 아카리 타케우치 히로시                                                      | 하시구치 하야토 야마다 마사루 사오토메 케이                                             | 8월 6일        |
| #06  | 本能に抗えない! 본능을 거스를 수 없어!                          | 오오치 케이이치로 | 후쿠이 요헤이 시무라 히로아키               | 카토 아키라          | 카와모리 노보루 시미즈 카츠유키 사쿠라이 타쿠로 張金浩 徐學文 王俊 徐學武 鄭鈺容 張北平 袁小偉 宋夢飛 | 하시구치 하야토 야마다 마사루 모리야마 타케시 사오토메 케이                             | 8월 20일       |
| #07  | 本当にいらないんですか? 정말 필요 없어요?                       | 오오치 케이이치로 | 요시카와 코지 타케우치 히카루               | 나카하시 토모후미    | 장범철 허혜정 | 하시구치 하야토 장범철 허혜정                                                           | 8월 27일       |
| #08  | 良い子は寝る時間ですよ? 착한 아이는 잘 시간이에요               | 아오키 야스코     | 시마즈 히로유키                             | 야노 타카노리        | 카와모리 노보루 시미즈 카츠유키 나카지마 요시코 사쿠라이 타쿠로 니시지마 케이스케 Revival | 하시구치 하야토 모리야마 타케시 사오토메 케이                                           | 9월 3일        |
| #09  | 2人っきりで話したい事… 단둘이 하고 싶은 얘기…                   | 오오치 케이이치로 | 사이토 노리아키                             | 카토 아키라          | 허혜정 장범철 | -                                                                                       | 9월 10일       |
| #10  | ごっことはいえ、後輩さんと… 아무리 놀이라도 후배와…             | 오오치 케이이치로 | 요시카와 코지 타케우치 히카루               | 마츠모토 마사유키    | 스즈키 리노 야다 타츠야 핫토리 미유 시미즈 료타 우에아카 유카리 紫灯珈 사토 나츠미 tofu 타카이치 아야카 에지마 아카리 懸田扇子 니시하라 치아키 타카하시 마나 모리이즈미 아야코 하타 아이코 타케우치 히로시 사이카 等々力美穂 遠藤里蘭 藤彩七 모리데 츠요시 사쿠라이 타쿠로 | 하시구치 하야토 오가타 히로미 사오토메 케이 야마구치 마사 모리야마 타케시               | 9월 17일       |
| #11  | ぎゅっとしてみていいですか? 꽉 안아봐도 될까요?                 | 아오키 야스코     | 사토 미츠토시 노부타 유우                   | 박환수 야노 타카노리 | 허혜정 장범철 최인섭 윤수빈 | 하시구치 하야토 허혜정 장범철                                                           | 9월 24일       |
| #12  | うちの会社の小さい先輩の話 우리 회사의 작은 선배 이야기         | 오오치 케이이치로 | 시마즈 히로유키                             | 카토 아키라          | 고유일 김양숙 | 하시구치 하야토 오가타 히로미 허혜정 장범철 야마다 마사루 모리야마 타케시 사오토메 케이 | 10월 1일       |

| TV 아사히 계열 NUMAnimation  | TV 아사히 계열 NUMAnimation  | TV 아사히 계열 NUMAnimation |
| 이전 작품                    | 작품명                       | 다음 작품                   |
| ---------------------------- | ---------------------------- | --------------------------- |
| 내 마음의 위험한 녀석(제1기) | 우리 회사의 작은 선배 이야기 | 우리들의 비 내리는 프로토콜 |